# Damon diadema
Damon diadema is een soort zweepspin (Amblypygi). Hij komt voor in Ethiopië, Kenia, Somalië en Tanzania.